# Moses i Josua
Moses i Josua (Mojzes in Jozue) je delni prevod Svetega pisma v prekmurščino Janoša Kardoša, hodoškega evangeličanskega duhovnika. Prevod vsebuje pet Mojzesovih knjig in Jozuetovo knjigo iz Stare zaveze od Geneze do naselitve Judov v Palestino. Moses i Josua je bil zadnji obsežen poskus prevoda celotnega Svetega pisma. Leta 1929 ga je izdala Prekmurska tiskarna v Murski Soboti.
Kardoš je po letu 1835 poskusil prevesti Staro zavezo. Leta 1840 izdal skrajšan prevod Mála historia bibliszka in v drugih knjigah napisal kratke prevode. V Jozuetovi knjigi je napisal predgovor, kjer je napisal tudi datum tistega prevoda: Na Hodosi Szüsca 1-ga dnéva 1870 torej Na Hodošu 1. februarja, 1870, torej 35 let prevedel Staro Zavezo, drugih rokopisov niso našli. Zanimivo, da je Kardoš prej trideset let, ko napisal Málo historio bibliszko, v februarju napisal tudi njen predgovor. Ne znani so viri, iz katerih je delal, ampak Jožef Smej je pripomnil, da je Terplan tudi sam prevedel Knige 'zoltárszke iz nemščine in madžarščine. Moses i Josua verjetno je tudi iz evangeličanskega madžarskega prevoda.
Matija Slavič v svojih skriptah omenja Kardoša na častnem mestu med slovenskimi prevajalci Svetega Pisma.
Besedilo je dokaj zapleteno, ker Kardoševa dela imajo močne madžarizme, namreč je Kardoš pri neologizmu prevel nove izraze neposredno iz madžarščine. Ali Kardoševi novi izrazi so skoraj floskule.
Drűge knige Mosesa ali knige vöidênya 32,19-28

I prigôdilo sze je, gda bi sze Moses k-tábori pribli'závao, vidivsi to tele i plesz; vövderé vu csemére, táble z-rôk vr'ze i vküp je sztere pod gorôv. Potom je vzéo tele, stero szo szi napravili, raztôpo je je v-ognyi, vküp je je dao zdrobiti na práhsec, potoro je je po líci vodé, i piti je dano szino israelszkim. Teda ke erkao Moses Ároni: »ka je prekecalo prôti tebi eto lüdsztvo, kâ szi tak veliki grêh  prineszeo na nyé?« Na tô je odgôvoro Áron: »neszrdi sze moj goszpod! – tí poznas lüdsztvo eto, kâ je zlocsasztno! Ár szo mi tak pravili: »daj nam bogé zgotoviti, ki do pred nami hodili: ár tisztoga csloveka, Mosesa, ki nasz je vöpripelao z-zemlé egiptomszke, neznamo, ka ga je doislo! Na tô szem nyim odgôvoro: ki zláto má, naj je dolisztrga i meni prêkdá! – jasz szem je pa v-ogen vrga, i eto tele je prislo vö 'z nyega.« Geto je vido Moses, kâ ke nevüzdavno lüdsztvo eto, ár nyemi je Áron napűszto vűzdo, tak da bi protivnikom szvojim na spot bilô. Posztáne Moses med vrátami tábora, i ercsé: »ki je bo'zi, esze k-meni!« – Na tô szo sze vküpszpravili k-nyemi szinôvje Levia. Teda nyim je erkao: »eto je velo Jehova, Bôg izraela: opasi szi gori edenvszáki zmed vamo ledevjé szvoje z-mecsom obhodte okôli po cêlom tábori od edni vrát do drügi, i vszêcsi doli vszáki szvojega brata, vszáki szvojega prijátela, vszáki szvojo zlábto!« Levia szinôvje szo pa doprineszli zapoved Mosesa. Dén ete okôli trijezér dűs szpadnolo z-lüdsztva.
Kardoš prevaja v prvi Mojzesovi knjigi: Vö je sô vu vreimeni 'zétve na pôle, i naisao je rodinscsice, i prineszao je je Lei, materi szvojoj. (1. Mz 30,14) V opombi piše Kardoš: Rodinye (dudaimon) taksa travina v-szilji zhoda, z-stere száda  (rodiuscsic) kühana pitvina bi – praj – nerodnim 'zenszkam gvüsno k-porodi primocsti mejla. Slavič to tako razlaga: Nadliščki, rastlina, volčji češnji podobna, ki so o njej mislili, da pospešujejo rodovitnost. Zato prekmursko ime rodinščice.
V začetku Geneze prevaja Kardoš takole: Zemla je pa nekêpesna i pűszta bíla i kmica na líci globocsíne, i düh bo'zi sze je minôtao kumesz líca vôd. V 6. kitici prevaja Kardoš mocsína za oblok; madžarsko erősség, erős je močan, trden. Mikloš Küzmič ohranja latinsko besedo firmus, firmamentom, ki je močan, trden. Kardoš v 14. kitici prevaja: Naj bodejo poszvêtje na mocsíni nébe, v 16. kitici: I zagotovo je Bôg tiva dvá velikiva poszvêta. Poszvêt namesto luč.